# Liéramont
Liéramont é uma comuna francesa na região administrativa de Altos da França, no departamento de Somme. Estende-se por uma área de 7,29 km². Em 2010 a comuna tinha 228 habitantes (densidade: 31,3 hab./km²).